# Karl Heinz Krauskopf
Karl Heinz Krauskopf (* 15. Mai 1930 in Ratingen; † 22. Januar 1984 ebenda) war ein deutscher Künstler.

## Biographie
Noch während seiner Ausbildung zum Chemigraf (1944–1947) erhielt Krauskopf mit 16 Jahren ersten Zeichenunterricht von Peter Janssen in Düsseldorf. Anschließend war er bis 1974 als Angestellter im grafischen Gewerbe tätig. In den Jahren 1947 bis 1951 studierte er an der Kunstakademie Düsseldorf. Zu seinen Lehrern gehörten unter anderen Werner Heuser,  Bruno Goller, Richard Schreiber und Heinz May. 1968 heiratete er die Bildhauerin Gretel Gemmert und arbeitete ab 1974 als freischaffender Künstler in Düsseldorf. Seine Wohnung hatte er in der 1936 zur Ausstellung Schaffendes Volk erbauten Künstlerkolonie Golzheim. Studienreisen führten ihn nach Südeuropa und Nordafrika. Er hatte Gruppenausstellungen in München, Mainz, Den Haag und Ancona und zahlreiche Einzelausstellungen im Raum Düsseldorf, sowie jährliche Vernissagen in Ratingen.

## Einzelausstellungen (Auswahl)
Seit 1958 hatte Krauskopf jährliche Einzelausstellungen, zahlreiche seiner Arbeiten sind im Museum der Stadt Ratingen zu besichtigen. 
- 1960 Städtisches Museum, Ratingen
- 1966 Foyer Rheinhalle, Düsseldorf
- 1971 Künstlerverein Malkasten, Düsseldorf
- 1974 Niederrheinisches Museum, Duisburg
- 1977 Klingenmuseum, Solingen
- 1982 Stadtmuseum, Ratingen
- 1983 Schelmenturm, Monheim